# 221省道 (河南省)
河南221省道，名称为通许－太康公路，简称通太线，是一条河南省的南北向省级干线公路。221省道北起开封市通许县，南止周口市太康县，途径开封市和周口市两座省辖市。

## 路线

### 开封段
221省道开封境起点位于通许县 222省道，起点桩号为K0+000，路线向东南经练城乡，后转向南至玉皇庙镇转向东，1.5公里后再转向南至南楼洼村，再转向东至杞县官庄乡，之后转向南，与 220省道和 218省道共线至冢丘岗村后转向东，至竹林乡后转向南至与周口市太康县交界处止，终点桩号为K43+902。S221线开封段全长43.902公里。
221省道开封段与下列主要干线公路相交：
- 222省道
- 220省道
- 218省道
- 510省道

### 周口段
221省道周口段北起与开封市杞县交界处，向南至北南村岗后转向东，至高贤乡后转向东南至太康县城。
221省道周口段与下列主要干线公路相交：
- 106国道
- 213省道
- 320省道